# Mons-en-Barœul
Mons-en-Barœul é uma comuna francesa na região administrativa de Altos da França, no departamento do Norte. Estende-se por uma área de 2.88 km². Em 2010 a comuna tinha 21 153 habitantes (densidade: 7 344,8 hab./km²).